# Jerzy Drużycki
Jerzy Drużycki (ur. 4 października 1930 w Łodzi, zm. 30 maja 1995 we Wrocławiu) – artysta plastyk, grafik książki, fotograf, twórca ekslibrisów, zamieszkały we Wrocławiu, członek grupy „Rys”, Duńskiego Towarzystwa Ekslibrisowego, Polskiego Towarzystwa Wydawców Książek, w latach 70. wiceprezes Wrocławskiego Towarzystwa Przyjaciół Sztuk Pięknych.
Ukończył studia na Wydziale Grafiki Państwowej Wyższej Szkoły Sztuk Plastycznych w Łodzi (1950) pod kierunkiem prof. Józefa Mroszczaka. Po studiach zajął się pracą autodydaktyczną. W latach 1953–1970 pracował jako dziennikarz we Wrocławiu. Uprawiał także grafikę użytkową.
Od 1954 roku projektował i wykonywał ekslibrisy. Działalność ekslibrisową rozwinął w pełni jednak dopiero od 1969 r. Nie wiadomo ile ich wykonał. Brak pełnego wykazu opus uniemożliwia odtworzenie kompletnego spisu. Swoje ekslibrisy oraz inne prace graficzne opublikował w licznych (do 1983 r. – 16) wydawnictwach bibliofilskich w Polsce i za granicą. Wykonał także siedem tek ekslibrisów. Pięć z nich ukazało się w Polsce, dwie natomiast w Danii (1971 i 1973). W 1977 r. wydał pt. Arma et clenodia nobilitatis polonorum centrum icones herbarz zawierający sto herbów szlachty polskiej rytowanych i ręcznie kolorowanych. Brał udział w wielu konkursach i wystawach ekslibrisów w kraju i za granicą, m.in.: we Wrocławiu, Warszawie, Rzeszowie, Malborku (1980, 1983) oraz w Danii, Szwecji, Jugosławii, Holandii, Portugalii, Kanadzie i Niemczech. Uczestnik Międzynarodowych Wystaw Ekslibrisu w Helsingor, Bled, Lizbonie, Lugano i Malborku. W 1979 r. miał we Wrocławiu wystawę indywidualną.
Ekslibrisy wykonywał w technikach: sucha igła, linoryt, plastikoryt, drzeworyt, typografia, cynkotypia, fototypia.

## Ekslibrisy w zbiorach
Ekslibrisy Jerzego Drużyckiego znajdują się w zbiorach muzealnych, bibliotecznych oraz prywatnych, w kraju i za granicą:
- Biblioteka Narodowa w Warszawie
- Biblioteka Katolickiego Uniwersytetu Lubelskiego
- Biblioteka Uniwersytetu Łódzkiego
- Muzeum im. Przypkowskich w Jędrzejowie
- Muzeum Okręgowe w Rzeszowie
- Muzeum w Koszalinie
- Muzeum Lubelskie w Lublinie
- Muzeum w Malborku
- Prywatna Biblioteka Papieska w Watykanie
- Biblioteka Królewska w Kopenhadze
- Muzeum w OVar (Portugalia)
- Biblioteka im. Ossolińskich we Wrocławiu